# Thusy
 Thusy  es una población y comuna francesa, en la región de Ródano-Alpes, departamento de Alta Saboya, en el distrito de Annecy y cantón de Saint-Gervais-les-Bains.

## Demografía
| 518 | 443 | 451 | 619 | 842 | 844 |
| Para los censos de 1962 a 1999 la población legal corresponde a la población sin duplicidades (Fuente: INSEE [Consultar]) |     |     |     |     |     |